# ダイダイガサ
ダイダイガサ（橙傘、学名: Cyptotrama asprata）は、広葉樹林の倒木などから生えるタマバリタケ科ダイダイガサ属の小型のキノコ。食用には適さない。

## 生態
熱帯菌とされ、日本の本州（関東地方）以南、東南アジア、北アメリカ、南アメリカ、アフリカ、オーストラリアに分布する。
木材腐朽菌。夏（日本では梅雨以降）から夏にかけて、広葉樹林で見られ、広葉樹の傷んだ枝や倒木にいくつか並んで発生する。特にシイ林の落ちた枝上や倒木に発生する。小型のキノコであるが、暗い林内でもよく目立つ。

## 形態
小型のキノコで子実体は傘と柄からなる。傘ははじめ丸山形、のちに扁平に開き、径は10 - 25ミリメートル (mm) ほどある。傘の上面は黄色からオレンジ色で、綿質で橙色のいぼ状またはトゲ状の鱗片が密生しており幼菌時によく目立つ。傘肉は白色を帯びる。傘下面のヒダは白色で、やや疎らに配列し、柄に上生または直生する。
柄には長さ1 - 4センチメートル (cm) 、太さ2 - 4 mmで、表面は淡黄色から橙黄色で、綿毛状あるいは繊維状になった傘と同色の鱗片がある。柄の根元は少し膨れる。担子胞子は広レモン形で、大きさは7 - 8 × 5 - 6マイクロメートル (μm) 、非アミロイド性。胞子紋は白色。

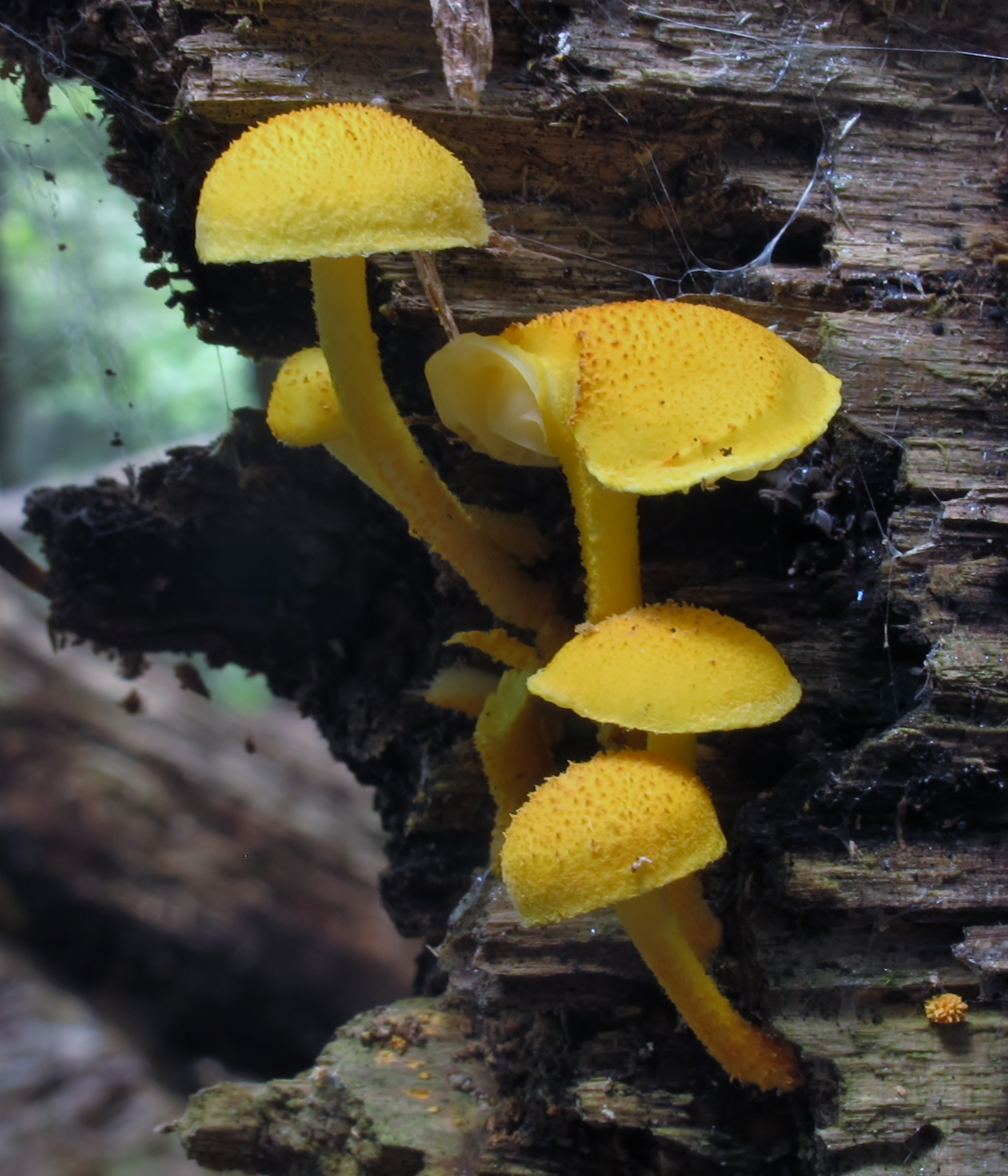
朽木に発生したダイダイガサ
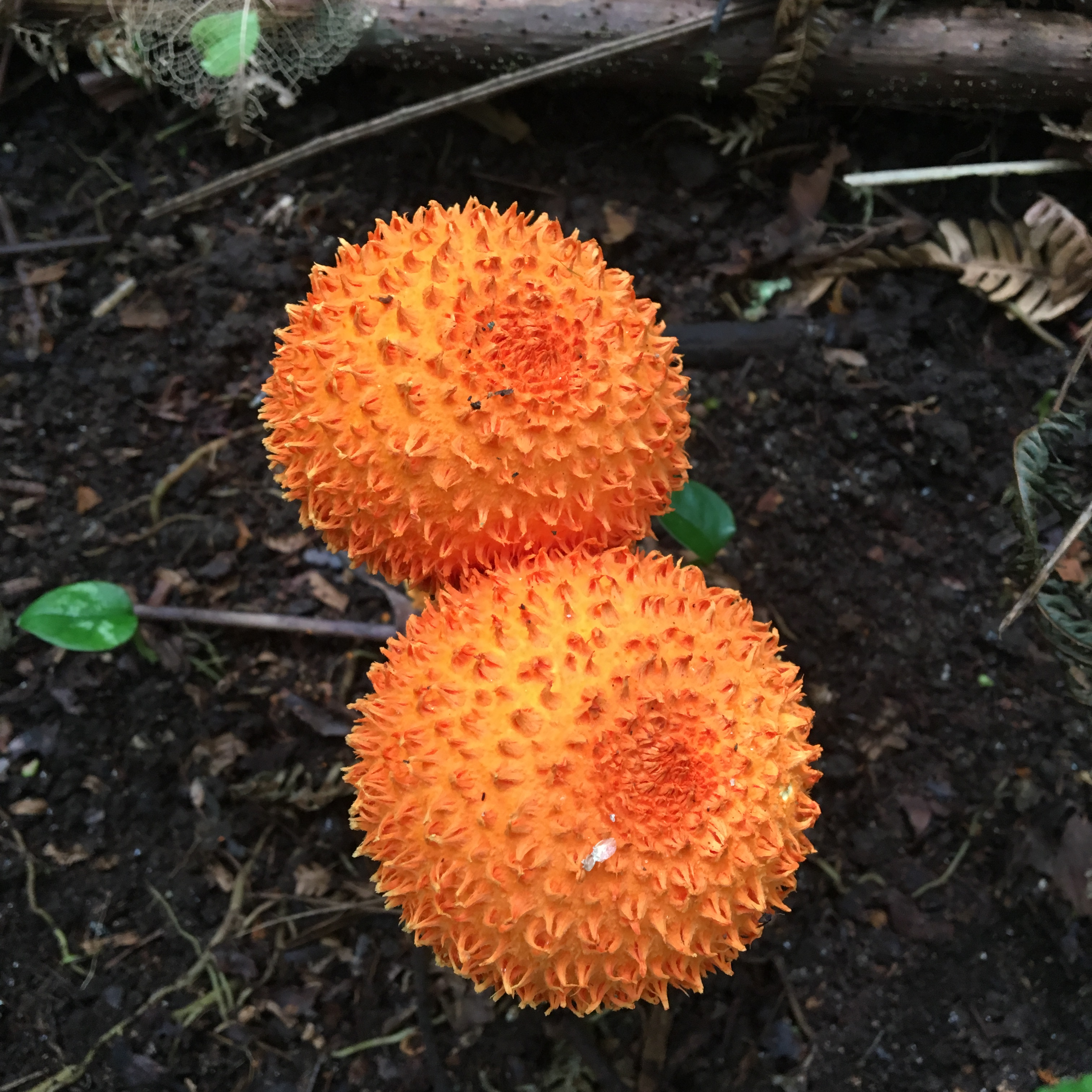
傘上面は橙色でトゲ状の鱗片が目立つ
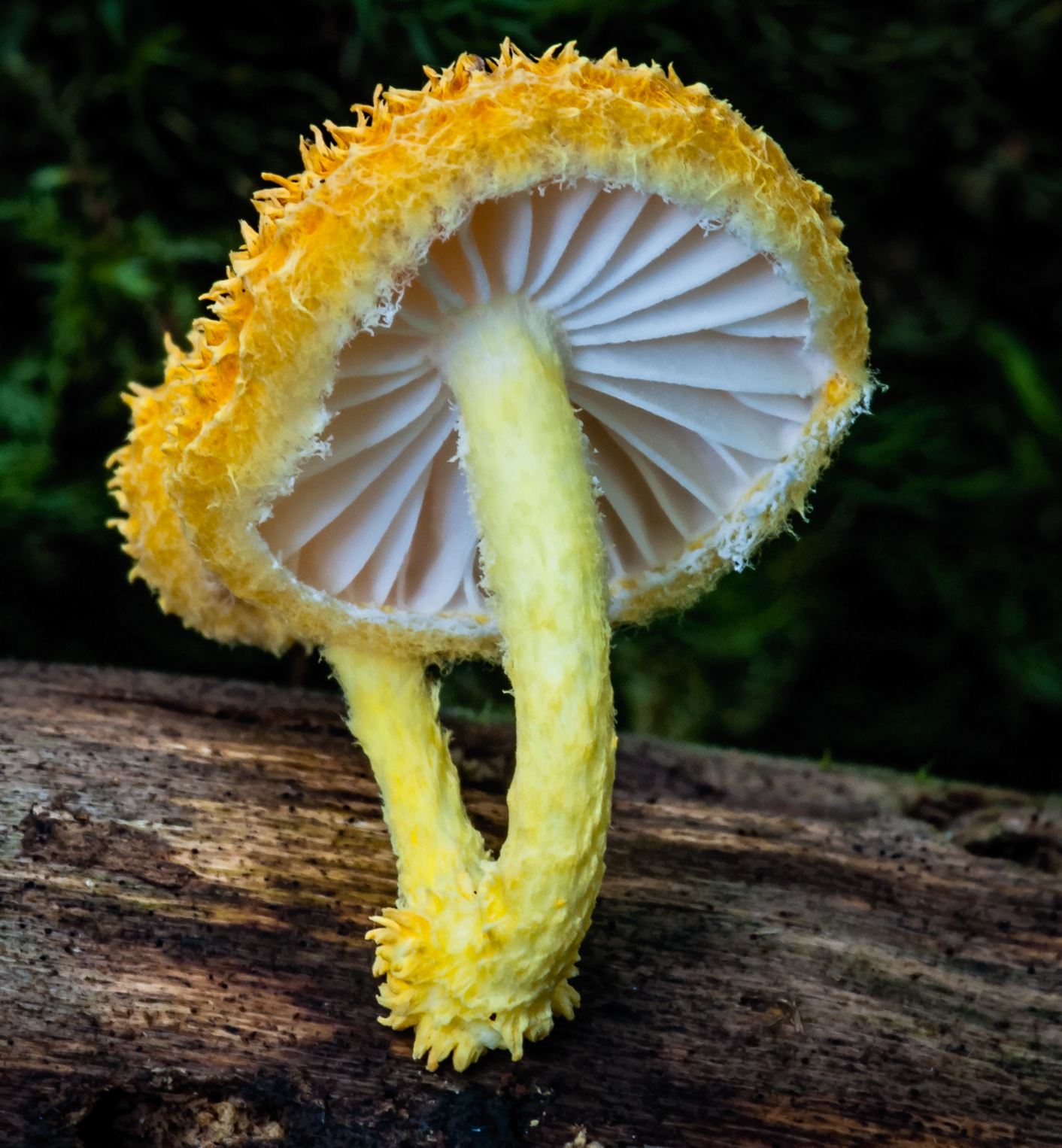
傘下面のヒダは白色で疎ら
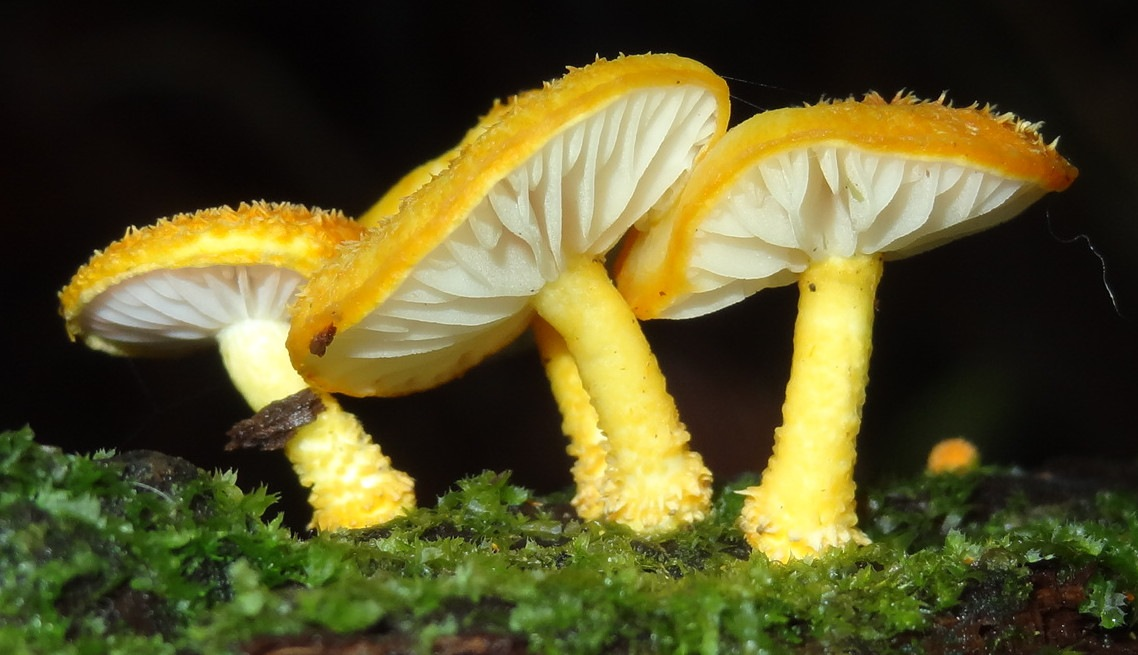
柄の根元はやや太い